# 1944
Il 1944 (MCMXLIV in numeri romani) è un anno bisestile del XX secolo.

## Eventi
- La RSI proclama la "socializzazione delle aziende", per creare una spaccatura politica tra il CLN e gli operai delle grandi città industriali del Nord.

### Gennaio
- 10 gennaio – Verona: il Tribunale speciale della RSI condanna a morte diciotto membri del Gran Consiglio del Fascismo che il 25 luglio 1943 votarono l'ordine del giorno contro Mussolini. Tredici sono latitanti. Tullio Cianetti, che aveva ritrattato il suo voto, è condannato a trenta anni.
- 11 gennaio –  Verona: in esecuzione della sentenza del Tribunale speciale sono fucilati Galeazzo Ciano, Emilio De Bono, Giovanni Marinelli, Carlo Pareschi e Luciano Gottardi.
- 12 gennaio – Italia: inizia la Battaglia di Monte Cassino
- 14 gennaio – l'Armata Rossa inizia l'offensiva intorno a Leningrado e Novgorod.
- 17 gennaio – Seconda guerra mondiale
  - le forze britanniche in Italia attraversano il Garigliano.
  - Partigiani italiani portano a segno l'attentato al balipedio di Viareggio.
- 18 gennaio – la Repubblica Sociale Italiana ordina il rastrellamento degli ebrei.
- 20 gennaio
  - Italia: le truppe americane tentano di attraversare il fiume Rapido.
  - Germania: i britannici bombardano Berlino con 2.300 tonnellate di ordigni.
- 22 gennaio – Italia: gli Alleati col cosiddetto sbarco di Anzio lanciano l'assalto all'intera area di Anzio e Nettuno.
- 24 gennaio: Sandro Pertini e Giuseppe Saragat evadono dal carcere di Regina Coeli.
- 25 gennaio: la Gestapo arresta a Roma il colonnello Giuseppe Cordero Lanza di Montezemolo, capo del centro cospirativo militare. Sarà poi ucciso alle Fosse Ardeatine.
- 25 gennaio: l'esercito della RSI adotta i gladii in sostituzione delle stellette.
- 26 gennaio: a Bari si apre il congresso del Comitato di liberazione nazionale.
- 27 gennaio: le truppe dell'Unione Sovietica rompono l'assedio della città (durato 872 giorni) di Leningrado da parte delle truppe finlandesi e tedesche.
- 29 gennaio: rappresaglia fascista a Bologna. Dopo l'uccisione del federale da parte dei GAP, sono fucilate nove persone.
- 29 gennaio: inizia la battaglia di Cisterna
- 30 gennaio: truppe americane invadono l'isola di Majuro
- 31 gennaio
  - Truppe americane sbarcano a Kwajalein e in altri atolli delle Isole Marshall occupate dai giapponesi.
  - Il Comitato di Liberazione Nazionale (CNL) di Milano è trasformato in CNL Alta Italia (CLNAI).

### Febbraio
- 1º febbraio: truppe statunitensi invadono le Isole Marshall
- 2 febbraio: le Isole Marshall sono totalmente occupate dalle forze statunitensi
- 2 febbraio: nasce la Repubblica del Corniolo, la prima delle repubbliche partigiane del Nord Italia.
- 3 febbraio: a Roma, nel Forte Bravetta, sono fucilati 11 partigiani della formazione Movimento comunista d'Italia, meglio nota come Bandiera Rossa, dal nome del giornale del movimento.
- 7 febbraio: sul fronte dello sbarco di Anzio le forze nazifasciste lanciano una controffensiva contro le teste di ponte statunitensi.
- 12 febbraio: l'Oria, con a bordo circa 4.200 soldati italiani prigionieri dei tedeschi, naufraga nei pressi dell'isola di Patroklou in Grecia. Si salvano in 37.
- 14 febbraio: rivolta anti-giapponese a Giava
- 15 febbraio – Battaglia di Monte Cassino: distruzione dell'Abbazia di Montecassino, erroneamente ritenuta una base tedesca.
- 16 febbraio: viene gravemente ferito dai partigiani Pericle Ducati, ordinario di Archeologia presso l'Università di Bologna.
- 17 febbraio: inizio della Battaglia di Eniwetok
- 18 febbraio: a Mosso S.Maria, nel Biellese, i partigiani uccidono una decina di persone sospettate di filofascismo. I fascisti, dopo aver assalito il paese per stanare i partigiani, riescono a catturarne altrettanti, che fucilano subito.
- 20 febbraio: inizio dei bombardamenti sui centri industriali della Germania da parte delle forze aeree alleate.
- 22 febbraio: l'atollo di Eniwetok viene conquistato dalle truppe americane al termine di una sanguinosa battaglia.
- 29 febbraio: le Isole dell'Ammiragliato sono invase dalle truppe americane dell'ammiraglio Douglas MacArthur nell'ambito dell'Operazione Brewer.

### Marzo
- 1º marzo: i giapponesi lanciano un'offensiva nel sud e nel centro della Cina contro le forze comuniste di Mao Zedong.
- 3 marzo: Disastro ferroviario di Balvano (PZ): l'incidente del convoglio 8017 è la più grave sciagura ferroviaria per numero di vittime in Italia.
- 8 marzo: i reparti del rinnovato esercito italiano, che hanno iniziato a combattere a fianco delle truppe alleate, assumono il nome di CIL (Corpo Italiano di Liberazione).
  - viene creato l’Alto commissariato per la Sicilia, affidato al prefetto Francesco Musotto.
- 9 marzo: Bombardamento sovietico di Tallinn, Estonia
- 12 marzo: viene costituito il Comitato nazionale per la liberazione della Grecia.
- 13 marzo: Stalin riconosce il governo Badoglio.
- 15 marzo – Battaglia di Monte Cassino: nuovo bombardamento alleato sulle postazioni difensive tenute dai paracadutisti della 1. Fallschirmjäger Division.
- 17 marzo: i nazisti uccidono a Rîbniţa (Moldavia) almeno 400 persone, in gran parte cittadini sovietici e anti-fascisti romeni
- 18 marzo
  - La Wehrmacht occupa l'Ungheria
  - Strage di Monchio, Susano e Costrignano: 136 civili vengono uccisi dall'esercito tedesco per rappresaglia.
- 19 marzo: l'ammiraglio nazista Dönitz lancia i sommergibili U-Boot contro le navi di rifornimento americane.
- 20 marzo: l'eruzione del Vesuvio danneggia gravemente i paesi di Terzigno, Pompei, Scafati, Angri, Nocera Inferiore, Nocera Superiore, Pagani, Poggiomarino e Cava de' Tirreni.
- 22 marzo – eccidio di Montaldo: fucilazione di 32 giovani da parte dei nazisti nel comune di Cessapalombo (MC).
- 23 marzo – Roma: attentato partigiano in via Rasella dove 33 soldati tedeschi (altoatesini) sono uccisi. Appartenevano alla 11ª Compagnia del 3º battaglione del reggimento Bozen. Nell'attentato muoiono anche alcuni civili italiani, tra i quali un bambino.
- 24 marzo: il comando tedesco annuncia l'immediata rappresaglia: dieci prigionieri italiani per ogni tedesco ucciso vengono trucidati alle Fosse Ardeatine. Gli uccisi saranno 335: 11 sono scelti tra i civili rastrellati dopo l'attentato, 65 sono ebrei, 50 sono «messi a disposizione» dal questore di Roma, Pietro Caruso, mentre i restanti vengono prelevati dalle celle del carcere di Regina Coeli e da quelle della sede delle SS di via Tasso. Il colonnello delle SS Herbert Kappler si incarica dell'esecuzione del massacro, insieme ad altri ufficiali tra cui Erich Priebke.
- 28 marzo – Salerno: Palmiro Togliatti, segretario del Partito Comunista Italiano, appena rientrato in Italia da Mosca, spedisce ai compagni della direzione un telegramma in cui annuncia l'abbandono della pregiudiziale repubblicana e la nuova strategia di unità nazionale antifascista (Svolta di Salerno).

### Aprile
- 2 aprile – Salerno: Togliatti tiene un discorso nel quale riconosce la necessità di "un nuovo governo di carattere transitorio ma forte e autorevole con l'adesione dei grandi partiti di massa"; è la svolta politica con cui il PCI, in pieno accordo con le intenzioni di Stalin, definisce una via democratica non rivoluzionaria in Italia, da attuarsi col consenso popolare.
- 3 aprile
  - Fucilazione di don Giuseppe Morosini
  - Fucilate 71 persone al poligono di tiro di Trieste - Opicina. Rappresaglia di un attentato in un cinema che causò la morte di 7 soldati tedeschi. I fucilati furono i primi ad essere bruciati nel forno crematorio della risiera di San Sabba.
- 5 aprile
  - De Gaulle viene nominato comandante di tutte le forze armate della Francia libera.
  - A Torino viene arrestato (dopo una delazione) e fucilato il generale Giuseppe Perotti, con molti dei componenti (8 su 15) del comando militare del CNL Piemonte.
- 7 aprile
  - Nei pressi dell'Abbazia della Benedicta (Appennino ligure) i tedeschi, dopo un rastrellamento, catturano un centinaio di giovani «disertori» e «banditi in borghese» che si erano dati alla macchia per sottrarsi alla leva. Verranno fucilati sul posto (erano quasi tutti partigiani badogliani della brigata Alessandria).
  - Roma: dieci donne sono fucilate dai tedeschi al Ponte di Ferro (oggi Ponte dell'Industria), vicino al quartiere Testaccio.
  - Massacro del Monte Tancia (Monti Sabini): diciotto civili, fra cui alcuni bambini ed una donna incinta, sono massacrati dai nazisti. Si tratta di una orrenda vendetta dopo le ingenti perdite subite dai tedeschi in una battaglia contro i partigiani, sullo stesso monte.
- 12 aprile
  - Re Vittorio Emanuele III annuncia alla radio la sua abdicazione a favore del figlio Umberto II, da attuarsi non appena Roma sarà liberata.
  - Le truppe sovietiche travolgono i tedeschi e marciano verso la Germania.
- 14 aprile: esplode il porto di Bombay, più di 800 deceduti.
- 21 aprile: Badoglio forma il suo secondo governo, il primo di unità nazionale, nell'Italia meridionale ormai liberata dai nazi-fascisti. Vi partecipano tutte le forze antifasciste, compresi i comunisti.
- 22 aprile: convegno di Klessheim, presso Salisburgo, tra Hitler e Mussolini.
- 23 aprile: a Trieste, dopo che una bomba di grande potenziale era esplosa il giorno precedente nella «Casa del soldato tedesco», provocando cinque morti, i nazisti compiono l'eccidio di via Ghega, impiccando per rappresaglia nel luogo dell'attentato 51 detenuti (tra cui sei donne).

### Maggio
- 9 maggio: l'Armata Rossa libera Sebastopoli.
- 12 maggio: le truppe sovietiche completano la liberazione della Crimea.
- 16 maggio: i deportati Sinti e Rom del campo di concentramento di Auschwitz danno vita ad un'eroica insurrezione contro le SS.
- 18 maggio
  - Inizia la deportazione dei Tatari di Crimea da parte delle governo sovietico.
  - Battaglia di Monte Cassino: i tedeschi evacuano le proprie posizioni dalla cima di Montecassino.
- 22 maggio: gli ammiragli Inigo Campioni e Luigi Mascherpa sono giudicati dal Tribunale speciale per la difesa dello Stato, condannati a morte e subito fucilati.

### Giugno
- 4 giugno
  - Le forze navali americane catturano l'U-Boot U-505.
  - Italia: Roma viene occupata dalle truppe alleate.
  - I tedeschi uccidono a La Storta 15 detenuti, tra cui il sindacalista Bruno Buozzi.
- 5 giugno
  - Più di 1.000 bombardieri inglesi sganciano 5.000 tonnellate di bombe sulle spiagge della Normandia in preparazione dello sbarco.
  - Umberto è nominato dal padre Vittorio Emanuele III luogotenente generale del Regno.
- 6 giugno – Francia: gli Alleati iniziano lo sbarco in Normandia (Operazione Overlord). Più di 155.000 soldati Alleati si scontrano contro le forze tedesche trincerate nel Vallo Atlantico.
- 8 giugno: Pietro Badoglio rassegna le dimissioni da capo del governo.
- 9 giugno: l'Armata Rossa lancia un'offensiva contro la Finlandia nel tentativo di portare alla resa il paese scandinavo.
- 10 giugno: 642 tra uomini, donne e bambini vengono massacrati dalle SS a Oradour-sur-Glane, Francia.
- 11 giugno: Bonomi costituisce un governo nel quale sono rappresentate tutte le forze antifasciste.
- 13 giugno: i tedeschi lanciano il primo attacco missilistico della storia, impiegando le bombe volanti V1 contro l'Inghilterra.
- 15 giugno – Battaglia di Saipan: gli Stati Uniti invadono Saipan.
- 17 giugno: l'Islanda proclama la propria indipendenza dalla Danimarca.
- 19 giugno – Battaglia del Mare delle Filippine: scontro aeronavale tra la flotta giapponese e quella americana. Il Giappone perde tre portaerei e la gran parte degli aerei imbarcati.
- 22 giugno – Operazione Bagration: i sovietici lanciano un'ampia offensiva contro la Wehrmacht, liberando la Bielorussia e arrivando al confine con la Polonia.
- 25 giugno
  - in Italia, un decreto legge luogotenenziale di Umberto II di Savoia, promulga una prima Costituzione provvisoria. Nei sei articoli del decreto sono delineati la futura Assemblea Costituente, il giuramento dei membri del Governo e la facoltà del Governo di emanare "provvedimenti aventi forza di legge".
  - Inizia la Battaglia di Tali-Ihantala tra le forze finlandesi e quelle sovietiche.
- 26 giugno: le truppe americane occupano Cherbourg.
- 29 giugno: eccidio di 244 civili a Civitella in Val di Chiana (AR), operato dalle truppe tedesche ivi stanziate.
- 30 giugno: viene costituito il Corpo ausiliario squadre d'azione delle camicie nere (Brigate nere) per trasformazione e militarizzazione delle Federazioni locali del Partito fascista repubblicano. Inizia la Battaglia di Filottrano, che vedrà contrapposti il Corpo Italiano di Liberazione al fianco del II Corpo polacco, alla 10. Armee (Wehrmacht), per la liberazione della città. La Battaglia segna il riscatto dell'esercito italiano dopo l'8 settembre e vede l'intenso impiego dei paracadutisti italiani della Nembo (Corpo Italiano di Liberazione).

### Luglio
- 3 luglio: le truppe sovietiche liberano Minsk.
- 4 luglio: stragi naziste nella provincia di Arezzo a Meleto Valdarno e Castelnuovo dei Sabbioni.
- 6 luglio: un bombardamento alleato degli stabilimenti Dalmine provoca 281 morti.
- 9 luglio: truppe britanniche e canadesi occupano Caen. Sul fronte italiano, la Nembo libera Filottrano ponendo fine alla Battaglia di Filottrano
- 10 luglio: truppe sovietiche iniziano a liberare i Paesi Baltici.
- 13 luglio: liberazione di Vilnius
- 17 luglio
  - Disastro di Port Chicago: l'esplosione di due navi cariche di munizioni per la guerra, nei pressi della Baia di San Francisco, causa la morte di 232 persone.
  - Il più grande convoglio navale della guerra si imbarca ad Halifax (Nuova Scozia), sotto la protezione della Royal Canadian Navy.
  - A Firenze viene perpetrato l'eccidio di piazza Tasso.
  - Stalin fa marciare su Mosca 57.000 prigionieri nazisti, in segno che la sconfitta di Hitler è vicina.
- 18 luglio: Hideki Tōjō rassegna le dimissioni da Primo ministro del Giappone a seguito degli ultimi rovesci militari. Fronte Italiano: termina la Battaglia di Ancona con la liberazione della città e la conquista del Porto da parte del II Corpo polacco.
- 20 luglio: alti ufficiali tedeschi e Claus von Stauffenberg organizzano un attentato contro Adolf Hitler, che rimane solo ferito. L'attentatore viene fucilato insieme agli altri cospiratori e a 5.000 oppositori. Il feldmaresciallo Erwin Rommel, sospettato di complicità con i cospiratori, è costretto a suicidarsi.
- 21 luglio
  - Creazione del Comitato polacco di liberazione
  - Battaglia di Guam: truppe americane sbarcano a Guam.
- 22 luglio: firma degli accordi di Bretton Woods
- 25 luglio: nell'ambito dell'Operazione Spring le truppe canadesi perdono 18.444 uomini, di cui 5.021 morti.
  - Inizia la battaglia di Montecarotto.

### Agosto
- 1º agosto: inizia la Rivolta di Varsavia.
- 2 agosto
  - La Turchia sospende le relazioni politiche ed economiche con la Germania.
  - Massacro della prigione di Mokotów, l'omicidio in massa dei detenuti della prigione in Mokotów, quartiere di Varsavia, commesso dai tedeschi nel secondo giorno della rivolta di Varsavia.
- 4 agosto
  - Un informatore olandese della Gestapo comunica alle forze naziste il nascondiglio della famiglia di Anna Frank.
  - I tedeschi fanno saltare i ponti di Firenze. Segue la Battaglia di Firenze.
- 10 agosto
  - Battaglia di Guam: truppe americane liberano Guam.
  - Italia: un atto di terrorismo nazifascista insanguina Milano: un plotone della Legione Ettore Muti fucila senza processo 15 partigiani prelevati dal carcere di San Vittore. I loro corpi vengono esposti a piazzale Loreto.
- 11 agosto: liberazione di Firenze ad opera degli alleati.
- 12 agosto – eccidio di Sant'Anna di Stazzema (provincia di Lucca): le SS uccidono circa 500 civili
- 15 agosto - Forze alleate sbarcano in Provenza, nel sud della Francia (Operazione Incudine, Anvil-Dragoon).
- 19 agosto: insurrezione di Parigi
- 23 agosto: Colpo di Stato in Romania. Ion Antonescu, Primo ministro della Romania, viene arrestato. Si forma un nuovo governo. La Romania si schiera a fianco degli Alleati.
- 24 agosto: gli Alleati entrano a Parigi (si veda Liberazione di Parigi).
- 25 agosto: l'Ungheria decide di continuare la guerra a fianco della Germania.
- 25 agosto-30 settembre: si combatte la Battaglia di Rimini, il più grande scontro di mezzi mai combattuto in Italia, e il secondo più grande scontro terrestre in Europa dopo Volgograd (l'ex Stalingrado). Le forze alleate riescono a sfondare la Linea Gotica.
- 26 agosto: De Gaulle, giunto a Parigi, percorre in trionfo gli Champs-Elysées.
- 29 agosto: inizio della rivolta nazionale Slovacca
- 30 agosto: la Romania dichiara guerra alla Germania.
- 31 agosto: Bucarest è occupata da truppe sovietiche.

### Settembre
- 1º settembre: in Bulgaria il governo Bagraniov rassegna le dimissioni.
- 2 settembre – Shoah: Anna Frank e la sua famiglia vengono caricati su un treno merci che li trasporta da Westerbork al campo di concentramento di Auschwitz, dove arriveranno tre giorni dopo.
- 3 settembre: gli Alleati liberano Bruxelles.
- 4 settembre: la Finlandia interrompe le relazioni diplomatiche con la Germania.
- 5 settembre: l'Unione Sovietica dichiara guerra alla Bulgaria.
- 8 settembre: Londra viene bombardata per la prima volta dai missili V2 tedeschi.
- 9 settembre
  - Insurrezione di Sofia
  - Viene costituita la repubblica partigiana della Val d'Ossola. Resisterà per oltre un mese.
- 11 settembre: le forze Alleate provenienti dal nord e dal sud della Francia si incontrano a Digione.
- 15-16 settembre – massacro delle fosse del Frigido: sono fucilati dai tedeschi 147 rastrellati.
- 16 settembre: un gruppo di mafiosi, guidati da Calogero Vizzini, spara al segretario regionale del PCI siciliano Girolamo Li Causi, senza conseguenze. Nel 1946 Li Causi sarà eletto deputato nell'Assemblea Costituente.
- 17 settembre: inizio dell'Operazione Market Garden
- 19 settembre
  - Viene firmato l'armistizio tra la Finlandia e l'Unione Sovietica.
  - A Roma, mentre viene processato l'ex questore Pietro Caruso, Donato Carretta (direttore del carcere di Regina Coeli) viene assalito dalla folla esasperata ed affogato nel Tevere.
- 20 settembre: le truppe alleate entrano a San Marino.
- 26 settembre: si conclude l'Operazione Market Garden con una completa sconfitta delle forze Alleate.
- 29 settembre – 5 ottobre: le SS del maggiore Walter Reder in ritirata, compiono una strage a Marzabotto, nell'Appennino bolognese. Per rappresaglia vengono uccise, nel giro di pochi giorni, un migliaio di persone.
- 30 settembre: l'esercito nazionale di liberazione jugoslavo, al comando di Tito, libera Belgrado.

### Ottobre
- 1º ottobre: termina la rivolta di Varsavia che ha causato migliaia di morti.
- 6 ottobre: inizio della Battaglia di Debrecen sul Fronte orientale (terminerà il 29 ottobre).
- 9 ottobre: Winston Churchill, preoccupato dalla rapidità dell'avanzata sovietica, si reca a Mosca per un incontro riservato con Stalin, durante il quale definisce la futura divisione geopolitica dell'Europa.
- 10 ottobre
  - Porrajmos: 800 bambini Romaní vengono sistematicamente uccisi ad Auschwitz.
  - A Genova, verso le ore 6.30 del mattino esplode la galleria di San Benigno, dove trovano la morte oltre 2.000 genovesi. Le tesi sull'esplosione sono molto diverse e tutte quante incerte (si parla di esplosione di munizioni, di bombe alleate, di attentato partigiano).
- 11 ottobre: la Repubblica Popolare di Tuva (Tannu Tuva) chiede ed ottiene la sua incorporazione nell'URSS.
- 12 ottobre: gli Alleati sbarcano ad Atene.
- 13 ottobre: Riga viene liberata dall'Armata Rossa.
- 14 ottobre: il feldmaresciallo Erwin Rommel si uccide dopo le accuse mossegli in seguito all'attentato contro Hitler.
- 17 ottobre: scoppia una rivolta popolare nella città di Palermo per la mancanza di pane e gli insopportabili razionamenti alimentari aggravati dal fenomeno della "borsa nera"; l'esercito spara sulla folla causando un centinaio di vittime tra morti e feriti.
- 19 ottobre: si consuma a Palermo la strage del pane.
- 20 ottobre
  - Jugoslavia: i partigiani di Tito e l'Armata rossa liberano Belgrado.
  - Gli alleati colpiscono la scuola di Gorla, quartiere di Milano, provocando la morte di quasi 200 bambini causando la Strage di Gorla.
- 21 ottobre: al termine della battaglia, Aquisgrana, è la prima città della Germania ad essere occupata dalle forze Alleate.
- 23 ottobre: il leader degli indipendentisti siciliani Andrea Finocchiaro Aprile incontra a Catania Antonio Canepa, affidandogli l’incarico di formare l’Esercito Volontario per l’Indipendenza della Sicilia.
- 23-26 ottobre: si svolge la Battaglia del Golfo di Leyte nelle Filippine.
- 25 ottobre: l'Armata Rossa raggiunge Kirkenes, la prima città della Norvegia ad essere liberata dall'occupazione tedesca.

### Novembre
- 9 novembre – Seconda guerra mondiale: le truppe britanniche occupano Forlì, evento simbolicamente importante in quanto si tratta della cosiddetta "Città del Duce".
- 12 novembre: la corazzata tedesca Tirpitz viene distrutta in Norvegia da un bombardamento della RAF.
- 13 novembre: il comandante delle forze alleate, generale Alexander, ordina ai partigiani italiani di sospendere tutte le operazioni di guerriglia, in attesa dell'offensiva alleata di primavera. 250.000 uomini si trovano così isolati ed accerchiati dalle forze tedesche su tutto l'Arco alpino.
- 16 novembre: si svolge un incontro segreto sull'isola di Montisola, al centro del lago d'Iseo. Sono presenti, da una parte, il comandante della Xª Flottiglia MAS Junio Valerio Borghese, il generale Barracu, sottosegretario alla presidenza della RSI, l'ambasciatore tedesco Rahn e il generale Karl Wolff, comandante delle SS in Italia. Dall'altra parte si trovano i plenipotenziari dei governi americano e britannico. La riunione, sollecitata da Winston Churchill, si proponeva di verificare la possibilità di un cambiamento di fronte che prevedesse la fine delle ostilità in Italia, ma le parti non raggiungono un accordo.
- 24 novembre – bombardamento di Tokyo: raid di 88 bombardieri americani sulla capitale giapponese
- 26 novembre – Shoah: le camere a gas dei campi di Auschwitz e Stutthof vengono distrutte.
- 29 novembre: l'Albania è liberata dal controllo nazi-fascista. In Epiro si perpetua e si inasprisce il genocidio greco a discapito della popolazione maggioritaria albanese, costretta all'esilio verso il confine d'Albania.
- 30 novembre: a Genova viene istituita la cosiddetta «giornata della spia». Circa venti fascisti o presunti tali sono uccisi dai GAP.

### Dicembre
- 7 dicembre: Giancarlo Pajetta, Ferruccio Parri ed Edgardo Sogno ottengono dal generale Wilson un appoggio militare per paracadutare i viveri necessari alla sopravvivenza dei partigiani del Nord.
- 16 dicembre
  - La Wehrmacht lancia l'Offensiva delle Ardenne.
  - Benito Mussolini parla in pubblico per l'ultima volta al Teatro Lirico di Milano.
- 17 dicembre: truppe delle SS compiono il massacro di Malmedy.
- 26 dicembre: offensiva delle Ardenne: truppe americane respingono le forze tedesche a Bastogne.
- 31 dicembre: l'Ungheria dichiara guerra alla Germania.

## Accadde anche...
- Vengono istituiti i premi Golden Globe per il cinema.
- Svezia: viene abolita la legge del 1864 che criminalizzava l'omosessualità.
- USA: viene definitivamente sciolto il Ku Klux Klan.
- 2 luglio: a Los Angeles, Norman Granz, produttore e discografico statunitense, organizza il concerto Jazz at the Philharmonic o "JATP", uno dei momenti più importanti della storia del jazz.
- 19 agosto: Virgilio Savona, componente del Quartetto Cetra, sposa la cantante Lucia Mannucci, che entrerà nel gruppo tre anni più tardi.
- Tecnologia
  - Iniziano ad essere utilizzati i ponti radio per realizzare sistemi di telecomunicazione.

## Nati
Ci sono circa 2 990 voci su persone nate nel 1944; vedi la pagina Nati nel 1944 per un elenco descrittivo o la categoria Nati nel 1944 per un indice alfabetico.

## Morti
Ci sono circa 1 850 voci su persone morte nel 1944; vedi la pagina Morti nel 1944 per un elenco descrittivo o la categoria Morti nel 1944 per un indice alfabetico.

## Calendario
| Calendario 1944 | Calendario 1944 | Calendario 1944 | Calendario 1944 | Calendario 1944 | Calendario 1944 | Calendario 1944 | Calendario 1944 | Calendario 1944 | Calendario 1944 | Calendario 1944 | Calendario 1944 | Calendario 1944 | Calendario 1944 | Calendario 1944 | Calendario 1944 | Calendario 1944 | Calendario 1944 | Calendario 1944 | Calendario 1944 | Calendario 1944 | Calendario 1944 | Calendario 1944 | Calendario 1944 | Calendario 1944 | Calendario 1944 | Calendario 1944 | Calendario 1944 | Calendario 1944 | Calendario 1944 | Calendario 1944 | Calendario 1944 | Calendario 1944 |
| --------------- | --------------- | --------------- | --------------- | --------------- | --------------- | --------------- | --------------- | --------------- | --------------- | --------------- | --------------- | --------------- | --------------- | --------------- | --------------- | --------------- | --------------- | --------------- | --------------- | --------------- | --------------- | --------------- | --------------- | --------------- | --------------- | --------------- | --------------- | --------------- | --------------- | --------------- | --------------- | --------------- |
|                 | 1               | 2               | 3               | 4               | 5               | 6               | 7               | 8               | 9               | 10              | 11              | 12              | 13              | 14              | 15              | 16              | 17              | 18              | 19              | 20              | 21              | 22              | 23              | 24              | 25              | 26              | 27              | 28              | 29              | 30              | 31              |                 |
| Gennaio         | Sa              | Do              | Lu              | Ma              | Me              | Gi              | Ve              | Sa              | Do              | Lu              | Ma              | Me              | Gi              | Ve              | Sa              | Do              | Lu              | Ma              | Me              | Gi              | Ve              | Sa              | Do              | Lu              | Ma              | Me              | Gi              | Ve              | Sa              | Do              | Lu              |                 |
| Febbraio        | Ma              | Me              | Gi              | Ve              | Sa              | Do              | Lu              | Ma              | Me              | Gi              | Ve              | Sa              | Do              | Lu              | Ma              | Me              | Gi              | Ve              | Sa              | Do              | Lu              | Ma              | Me              | Gi              | Ve              | Sa              | Do              | Lu              | Ma              |                 |                 |                 |
| Marzo           | Me              | Gi              | Ve              | Sa              | Do              | Lu              | Ma              | Me              | Gi              | Ve              | Sa              | Do              | Lu              | Ma              | Me              | Gi              | Ve              | Sa              | Do              | Lu              | Ma              | Me              | Gi              | Ve              | Sa              | Do              | Lu              | Ma              | Me              | Gi              | Ve              |                 |
| Aprile          | Sa              | Do              | Lu              | Ma              | Me              | Gi              | Ve              | Sa              | Do              | Lu              | Ma              | Me              | Gi              | Ve              | Sa              | Do              | Lu              | Ma              | Me              | Gi              | Ve              | Sa              | Do              | Lu              | Ma              | Me              | Gi              | Ve              | Sa              | Do              |                 |                 |
| Maggio          | Lu              | Ma              | Me              | Gi              | Ve              | Sa              | Do              | Lu              | Ma              | Me              | Gi              | Ve              | Sa              | Do              | Lu              | Ma              | Me              | Gi              | Ve              | Sa              | Do              | Lu              | Ma              | Me              | Gi              | Ve              | Sa              | Do              | Lu              | Ma              | Me              |                 |
| Giugno          | Gi              | Ve              | Sa              | Do              | Lu              | Ma              | Me              | Gi              | Ve              | Sa              | Do              | Lu              | Ma              | Me              | Gi              | Ve              | Sa              | Do              | Lu              | Ma              | Me              | Gi              | Ve              | Sa              | Do              | Lu              | Ma              | Me              | Gi              | Ve              |                 |                 |
| Luglio          | Sa              | Do              | Lu              | Ma              | Me              | Gi              | Ve              | Sa              | Do              | Lu              | Ma              | Me              | Gi              | Ve              | Sa              | Do              | Lu              | Ma              | Me              | Gi              | Ve              | Sa              | Do              | Lu              | Ma              | Me              | Gi              | Ve              | Sa              | Do              | Lu              |                 |
| Agosto          | Ma              | Me              | Gi              | Ve              | Sa              | Do              | Lu              | Ma              | Me              | Gi              | Ve              | Sa              | Do              | Lu              | Ma              | Me              | Gi              | Ve              | Sa              | Do              | Lu              | Ma              | Me              | Gi              | Ve              | Sa              | Do              | Lu              | Ma              | Me              | Gi              |                 |
| Settembre       | Ve              | Sa              | Do              | Lu              | Ma              | Me              | Gi              | Ve              | Sa              | Do              | Lu              | Ma              | Me              | Gi              | Ve              | Sa              | Do              | Lu              | Ma              | Me              | Gi              | Ve              | Sa              | Do              | Lu              | Ma              | Me              | Gi              | Ve              | Sa              |                 |                 |
| Ottobre         | Do              | Lu              | Ma              | Me              | Gi              | Ve              | Sa              | Do              | Lu              | Ma              | Me              | Gi              | Ve              | Sa              | Do              | Lu              | Ma              | Me              | Gi              | Ve              | Sa              | Do              | Lu              | Ma              | Me              | Gi              | Ve              | Sa              | Do              | Lu              | Ma              |                 |
| Novembre        | Me              | Gi              | Ve              | Sa              | Do              | Lu              | Ma              | Me              | Gi              | Ve              | Sa              | Do              | Lu              | Ma              | Me              | Gi              | Ve              | Sa              | Do              | Lu              | Ma              | Me              | Gi              | Ve              | Sa              | Do              | Lu              | Ma              | Me              | Gi              |                 |                 |
| Dicembre        | Ve              | Sa              | Do              | Lu              | Ma              | Me              | Gi              | Ve              | Sa              | Do              | Lu              | Ma              | Me              | Gi              | Ve              | Sa              | Do              | Lu              | Ma              | Me              | Gi              | Ve              | Sa              | Do              | Lu              | Ma              | Me              | Gi              | Ve              | Sa              | Do              |                 |

## Premi Nobel
In quest'anno sono stati conferiti i seguenti Premi Nobel:
- per la Pace: International Committee Of The Red Cross
- per la Letteratura: Johannes Vilhelm Jensen
- per la Medicina: Joseph Erlanger, Herbert Spencer Gasser
- per la Fisica: Isidor Isaac Rabi
- per la Chimica: Otto Hahn